# 松浦慎一郎
松浦 慎一郎（まつうら しんいちろう、1982年〈昭和57年〉9月22日 - ）は、日本の俳優、元ボクシングトレーナー。長崎県南松浦郡新上五島町（五島列島）出身。

## 来歴・人物
九州産業大学ではボクシング部所属。卒業後は福岡で会社員を経て俳優を目指すため上京。
俳優では生活できなかった時代にワタナベボクシングジムを訪問した際に洪東植トレーナーに声をかけられトレーナーを始める。ボクシング界に貢献、活躍したトレーナーに送られるエディ・タウンゼント賞を2010年、「チーム内山」の一員として受賞している。
映画『百円の恋』『あゝ、荒野』『ケイコ 目を澄ませて』『春に散る』などのボクシング映画で安藤サクラや菅田将暉 、岸井ゆきの 、横浜流星 らにボクシングの指導だけでなく筋力トレーニングから減量、ボディメイクに至るまで細かい指導を行った。
初主演映画『かぞくへ』は本人が親友と詐欺にあった実体験を基に製作され、主演を務めた。第29回東京国際映画祭に出展。国内外の映画祭で数々の賞を受賞している。
出身地である五島列島が舞台の一つになっているNHK連続テレビ小説『舞いあがれ!』にも出演を果たした。
2024年2月、ボクシング映画への貢献に対し、「松浦慎一郎と彼に導かれたボクシング映画」と題されて、第45回ヨコハマ映画祭の審査員特別賞を受賞した。

## 出演

### 映画
- 俺は、君のためにこそ死ににいく（2007年） ※デビュー作[16]
- いけちゃんとぼく（2009年） - 隣の隣の町の悪がき
- ロストクライム -閃光-（2010年） - 金子彰
- 富江 アンリミテッド（2011年） - 担任教師
- 太平洋の奇跡 -フォックスと呼ばれた男-（2011年）
- 百円の恋（2014年）[16] - 小林トレーナー 役
- 群青色の、とおり道（2015年） - 今井信介
- アンフェア the end（2015年）
- 海賊とよばれた男（2016年）
- さらば あぶない刑事（2016年） - 保谷
- ビジランテ（2017年） - 片倉
- アリーキャット（2017年） - 木村
- キッズ・リターン 再会の時（2013年）
- あゝ、荒野（2017年） - 為永猛
- 万引き家族（2018年） - 北澤信博
- 銃（2018年）[17]
- かぞくへ[注 1]（2018年） - 主演・旭 役[14]
- アルキメデスの大戦（2019年）
- アイネクライネナハトムジーク（2019年） - マツウラボクシングのトレーナー 役[18]
- 無頼（2020年）
- 銃2020（2020年）
- みをつくし料理帖 (2020年) - 五平
- アンダードッグ（2020年）[19] - 北村亮介 役
- 空白（2021年）
- BLUE/ブルー（2021年）[20] - 比嘉京太郎 役
- 太陽の家（2021年） - 入江大祐
- すばらしき世界（2021年） - 鹿野刑務官
- 前科者（2022年） - 杉浦真太郎 役[21]
- ある男（2022年） - 黒木 役[22]
- 異動辞令は音楽隊!（2022年） - 来島正樹 役
- ケイコ 目を澄ませて（2022年） - 松本進太郎 役[23]
- レッドシューズ（2023年） - 上司 役
- 怪物（2023年）- 消防隊員
- 有り、触れた、未来（2023年） - 吉田光一 役[24]
- 春に散る（2023年） - 山下裕二 役[25]
- ファンファーレ（2023年） - 内田淳平 役[26]
- スポットライトを当ててくれ!（2024年）[27] - 前田博昭 役
- オアシス（2024年） - 木村 役[28]
- Welcome Back（2025年） - 吉田一 役[29][30]
- 旅と日々（2025年公開予定）[31]

### テレビドラマ
- NHK よるドラ ユーミンストーリーズ - 介護士
- NHK 連続テレビ小説 エール - 馬具職人
- NHK 連続テレビ小説 半分、青い。 - （出演 兼 ボクシング指導）[32]
- NHK 連続テレビ小説 舞いあがれ![15] - 医師 役
- NHK 連続テレビ小説 あんぱん（2025年6月、NHK）[33] - 週番士官 役
- NHK大河ドラマ　八重の桜 - 田中新兵衛
- NHK大河ドラマ　龍馬伝 - 土佐藩上士
- NHK大河ドラマ　篤姫 - 島津家近習
- NHK大河ドラマ　風林火山 - 駒井政武家臣
- NHK 半径5メートル - カリスマトレーナー
- NHK 鬼太郎が見た玉砕〜水木しげるの戦争〜
- NHK スペシャルドラマ 白洲次郎 - 同級生番長
- NHK スペシャルドラマ 坂の上の雲 - 小池幸三郎
- NHK BSプレミアム 仮想儀礼 - 牟田
- NHK BSプレミアム ドンパル
- NHK BS時代劇 新撰組血風録
- NHK BS時代劇 塚原卜伝
- NHK BS時代劇 陽だまりの樹
- フジテレビ 報道プレミアA 白鵬誕生物語 - 白鵬翔
- フジテレビ 土曜プレミアム なでしこ隊〜少女達だけが見た特攻隊封印された23日間〜 - 高原三郎
- フジテレビ 土曜プレミアム 戦場のメロディ〜108人の日本人兵士の命を救った奇跡の歌〜 - 三木巌
- フジテレビ 土曜プレミアム 最後の絆 沖縄・引き裂かれた兄弟 〜鉄血勤皇隊と日系アメリカ兵の真相〜 - 立花大介
- フジテレビ 土曜プレミアム 新美味しんぼ－PART3－海原雄山Vs究極七人のサムライ - 美食倶楽部料理人 進藤
- フジテレビ ありふれた奇跡
- テレビ朝日 ボーイズ・オン・ザ・ラン - 吉良たけし
- 特捜9 season2 第9話（2019年6月12日、テレビ朝日系） - 杉田健次郎 役[34]
- テレビ朝日 弁天祐美子法律事務所2 - 長谷川
- テレビ朝日 鉄道警察官・清村公三郎6 - 友部聡
- テレビ朝日 未来への10カウント -  田中雅志
- TBS 金スマ春の二時間スペシャル 〜ホームレス中学生〜 - 田村裕
- テレビ東京 私の夫は冷蔵庫に眠っている(第1話 2021年4月10日OA) - 孔雀担当編集者
- テレビ東京 死役所 第9話
- テレビ東京 日経スペシャル カンブリア宮殿 爆速急拡大！「結果にコミット」の全貌ライザップビジネスは本物か？ (2018年2月8日OA) - ライザップ社長 瀬戸健
- ドラマ25 女子グルメバーガー部 第10話（2020年9月12日、テレビ東京系）[35]
- テレビ東京 月曜プレミア8 横山秀夫サスペンス「沈黙のアリバイ」（2020年10月26日OA）
- 土曜ドラマ9 婚活探偵 第五話（2022年2月5日、BSテレビ東京） - 結婚相談所相談者 役[36]
- 土曜ドラマ Shrink-精神科医ヨワイ- 第2話（2024年9月7日、NHK総合） - 谷山玄 役[37]
- 火曜ドラマ あのクズを殴ってやりたいんだ（2024年10月8日 - 12月10日、TBSテレビ系） ‐ 神戸正司 役[38]
- FOGDOG 第3話・第4話（2025年8月5日・12日、読売テレビ） - 松瀬五郎 役[39]

### ネット配信作品
- 桜のような僕の恋人（2022年 - Netflix）
- ZEGEN 第2話（2019年 - U-NEXT)
- 全裸監督 第3話（2019年 - Netflix）
- 龍が如く〜Beyond the Game〜 第1話（2024年10月25日 - Amazon Prime Video）- ヤス役

### 舞台
- 白井晃演出　ジャンヌ・ダルク

### ラジオ
- NHK オーディオドラマ『ミニマル・ウーマン』
- NHK オーディオドラマ『春に散る』

### 吹き替え・ナレーション
- 未来への挑戦 神陽丸造船プロジェクト500日の記録
- 台湾ドラマ ふたりのお嬢様

### ボクシング指導・監修
- NHK BSプレミアム ドキュメント 挑戦し続ける男〜東山紀之 45歳〜[要出典]（2012年9月[40]）
- プレミアムドラマ ドンパル（2012年）[41]
- アニヤ・セキ ドキュメント（2014年）[42]
- 百円の恋（2014年）[8]
- あゝ、荒野（2017年）[9]
- 連続テレビ小説 半分、青い。（2018年）[32]
- アイネクライネナハトムジーク（2019年）[43]
- アンダードッグ（2020年）[12]
- BLUE/ブルー（2021年）[20]
- ケイコ 目を澄ませて（2022年）[10]
- 春に散る（2023年）[11]
- レッドシューズ
- アリーキャット
- ポエトリーエンジェル
- リングサイドストーリー
- 関西テレビ開局60周年記念ミュージカル「ハル」
- BRAHMAN 今夜 PV
- Netflixオリジナル　桜のような僕の恋人
- テレビ朝日ドラマ「未来への10カウント」
- あのクズを殴ってやりたいんだ（2024年）[44]